# وثيقة

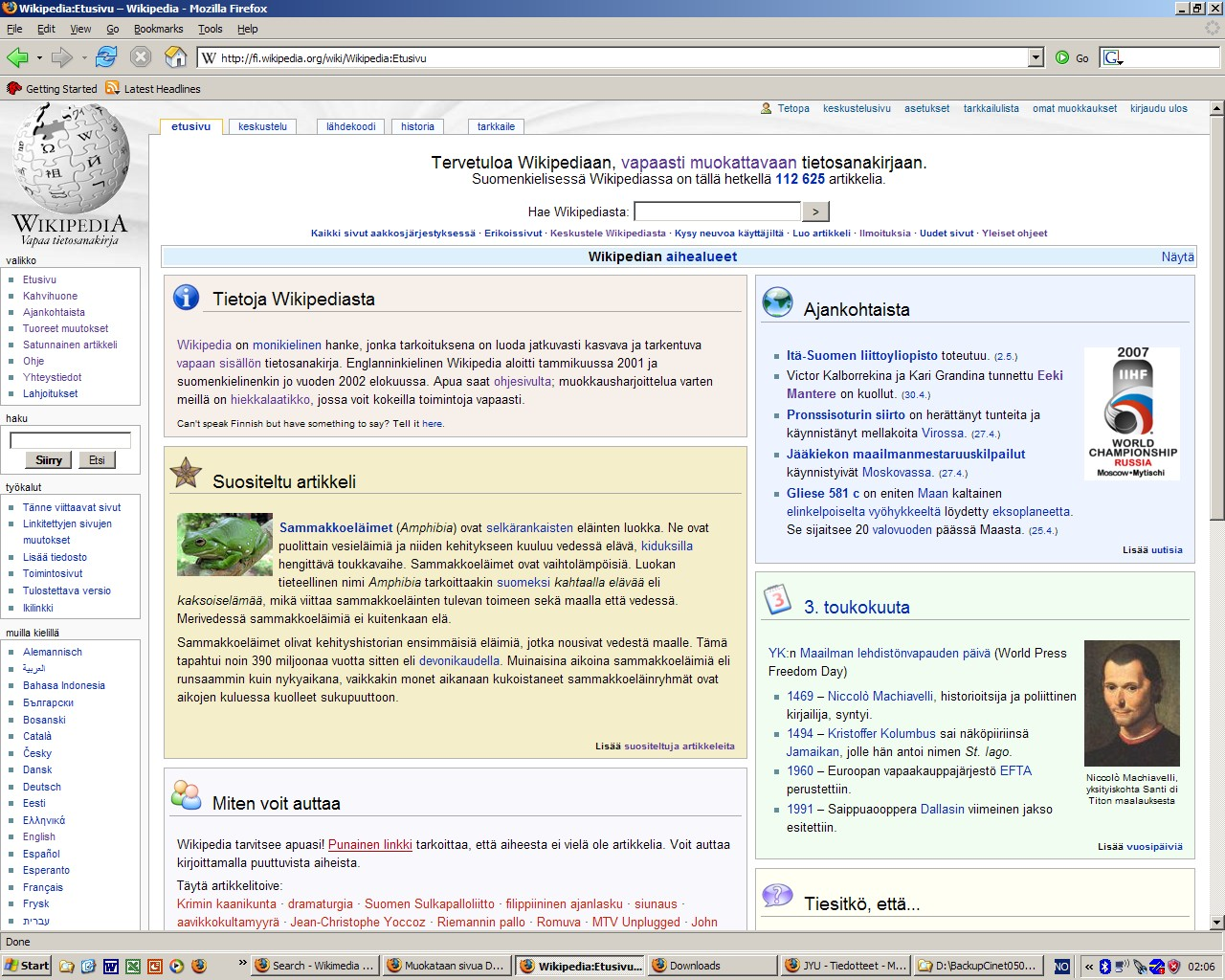

الوثيقة أو المستند هو الوثيقة المكتوبة، وأصلها من إسناد الكلام إلى صاحبه ودعمه به. والاستناد هو الاعتماد على معلومات مدونة، وفي الحواسيب المستندات المدونة إلكترونيا التي تتيح حفظها ونقلها عبر البريد الإليكتروني وإعادة إصدارها مستنداتٍ تنشؤها برامج حاسوبية خاصة.

## الوثيقة
الوثيقة في اللغة كما في لسان العرب مشتقة من المواثقة أو المعاهدة. قال الله تعالى «وميثاقَه الذي واثَقكم به».كما في حديث كعب بن مالك: «ولقد شهدت مع رسول الله، ليلة العقبة حين تَواثَقْنا على الإسلام أي تحالفنا وتعاهدنا». يشار إلى الوثيقة على مر العصور واختلاف التشريعات بأنها أداة لإثبات الحق، وحمايته من الضياع، وهكذا نجد في التشريعات القانونية على اختلاف مدارسها وسائل مختلفة لإثبات المعاملات، واعتبرت أحيانا هذه الوسائل شرط أساسي من دونه لا ينشأ الحق القانوني للمعاملة، كما جعلت منه في أحيانا أخرى وسيلة لإثبات التصرف القانوني فقط.
وانتقلت الوثيقة مع التطور الذي شهده الفكر الإنساني والفلسفة القانونية من من أداة إثبات وحماية، إلى وسيلة لتنفيذ القانون، حيث أن السياسة التشريعية للقانون أحيانا قد تستهدفه لحماية طرف من في العلاقة التعاقدية، أو لضرورة ورود خصائص معينه في العلاقة العقدية تساهم في تحديد شكل الوثيقة، إضافة إلى دورها الهام في تطور قانون العقود.

## الأنواع
يمكن أن تكون الوثيقة منظمة، مثل المستندات المجدولة أو القوائم أو النماذج أو المخططات العلمية، أو شبه منظمة مثل كتاب أو مقال صحفي، أو غير منظمة مثل مذكرة مكتوبة بخط اليد. تصنف الوثائق في بعض الأحيان على أنها سرية أو خاصة أو عامة. وقد توصف أيضاً بأنها مسودات أو إثباتات. عندما يتم نسخ وثيقة ما، يُطلق على المصدر اسم ”الأصل“.
وتستخدم الوثائق في العديد من المجالات، على سبيل المثال:
- الأكاديميات
  - مخطوطة
  - أطروحة,
  - الورق,
  - مجلة
  - رسم بياني
  - والرسم الفني
- الوسائط
  - نموذج
  - السيناريو
  - الصورة
  - تصوير فوتوغرافي
  - ومقال صحفي
- الإدارة والقانون والسياسة
  - التطبيق,
  - موجز
  - شهادة
  - عمولة
  - وثيقة دستورية
  - نموذج
  - الجريدة الرسمية
  - وثيقة هوية
  - ترخيص
  - بيان
  - استدعاء
  - التعداد السكاني
  - والورقة البيضاء
- الأعمال
  - الفاتورة
  - طلب عرض
  - اقتراح
  - عقد
  - قسيمة التعبئة
  - البيان
  - تقرير (مفصل وملخص),
  - جدول البيانات
  - صحيفة بيانات سلامة المواد
  - بوليصة الشحن الجوي
  - بوليصة الشحن
  - بيان مالي
  - اتفاقية عدم الإفصاح (NDA)،
  - اتفاقية عدم الإفصاح المتبادل
  - ودليل المستخدم
- الجغرافيا والتخطيط:
  - خريطة طبوغرافية,
  - السجل العقاري
  - والأسطورة
  - والمخطط المعماري

يمكن صياغة هذه الوثائق القياسية بناءً على نماججها المحددة.